# Bryobia gushariensis
Bryobia gushariensis är en spindeldjursart som beskrevs av Livshits och P. Mitrofanov 1972. Bryobia gushariensis ingår i släktet Bryobia och familjen Tetranychidae. Inga underarter finns listade.